# Østerland-Før
Østerland-Før (på nordfrisisk Uasterlun Feer) er betegnelsen for den østlige del af den nordfrisiske ø Før. Geografisk omfatter Østerlandet landsbyerne Alkersum, Midlum, Øvenum, Niblum og flækken Vyk. Området kaldtes også for Før Øster Herred. Allerede i Kong Valdemars jordebog fra 1231 skelnedes mellem øens østlige og vestlige del (Føør østerhæreth et wæstærhæreth), der ydede 54 mark rent sølv.
Østerlandet hørte indtil 1864 til Tønder Amt og dermed til Hertugdømmet Slesvig, mens Vesterlandet hørte til Ribe Amt.
Antallet af frisisktalende i Østerlandet er lidt mindre end i Vesterlandet. Der er også små dialektale forskelle mellem de to herreder. Den før-frisiske variant i Østerlandet kaldes for aasdring.